# Romerskkatolske kirke
Den romerskkatolske kirke (også kaldt Den katolske kirke) er det største af de kristne trossamfund - og verdens største trossamfund - med 1,4 milliarder døbte katolikker (pr. 2019). De fleste katolikker bor i Sydeuropa og Latinamerika.[kilde mangler]
Den romerskkatolske kirke er verdens største internationale organisation. Den er også verdens største bidragsyder inden for uddannelse og humanitært arbejde. Om læren eller livsholdningen i den katolske kirke bruges betegnelsen katolicisme.

## Definition
"Katolsk" kommer af det græske ord katholikós (καθολικός), der betyder almindelig, universel, og heri ligger selve grunden i den katolske kirkes selvforståelse: Den forstår sig selv som den egentlige, oprindelige, samlede kristendom på tværs af alle skel (nationale, sociale, politiske, etc.). Den katolske kirke regner sig selv for at være "apostolisk", dvs. at den i sit væsen og i sin tradition bygger på en ubrudt række af efterfølgere til de første apostle (disciple). Apostlen Peter anses for at være kirkens første overhoved, og kirken anses for at være grundlagt af Jesus Kristus selv. I den katolske kirke og i de andre katolske kirker anerkendes paven, Roms Biskop, som kirkens overhoved og apostlen Peters efterfølger i lige linje.

## Organisation

### Bispedømmerne
Den katolske kirke har sit administrative centrum i Vatikanet (pavestaten) i Rom, hvor også dens hovedkirke, Peterskirken, ligger. Kirken er organiseret i bispedømmer. Biskoppen har i sit bispedømme det overordnede ansvar med hjælp fra flere hjælpebiskopper. I Danmark findes der dog kun én fungerende biskop og ingen hjælpebiskopper. Under biskopperne står sognepræsterne, som sørger for forkyndelsen i sognene, først og fremmest ved messen, eventuelt med hjælp fra kapellaner og diakoner.
Desuden findes der en del selvstændige organisationer og bevægelser, der sideløbende med bispedømmerne spiller en væsentlig rolle, f.eks. munke- og nonneordener, der som regel er knyttet til klostre eller andre ordenssamfund.

### Paven og kardinalkollegiet
For at holde sammen på den store organisation samles alt i den katolske kirke centralt. Paven varetager den øverste af alle poster. Paven (der er biskop i Rom) har den øverste myndighed i spørgsmål om tro, moral og kirketugt.
Han bærer en særlig ring med et symbol for både apostlen og menneskefiskeren Peter (som regnes for at være den første pave). Ringen ødelægges ved en paves død eller abdikation, og der laves en ny, når en ny pave vælges.
Paven vælges af kardinalkollegiet, som er forsamlingen af alle kardinaler. Kardinalerne har den højeste rang i kirken næst efter paven. De er udpeget af paven og forbliver i deres stilling hele livet. De fleste kardinaler er enten pensionerede biskopper eller lignende, men formel uddannelse eller position er ikke et krav - flere lægmænd er blevet udnævnt til kardinaler gennem tiden.
Den romerske kurie er den katolske kirkes centrale forvaltningsorgan.

## Lære
Den romerskkatolske kirkes lære er sammenfattet i Den Katolske Kirkes Katekismus. Den første udgave blev udgivet i 1566 og den seneste i 1992. En oversættelse til dansk af den sidstnævnte udgave udkom i 2006.

### Den apostolske succession
Læren om den apostolske succession går ud på, at biskopperne indgår i en direkte, uafbrudt rækkefølge fra Jesu disciple. Ifølge læren har biskopperne særlige beføjelser, som de har fået overdraget fra apostlene. Disse beføjelser er blandt andet at ordinere præster, at indvie andre biskopper og at have myndighed over præsterne og kirkemedlemmerne i deres stift.
Læren påpeger, at det var nødvendigt for Kristus at oprette en tjeneste til at udføre sit værk, og at han befalede sine apostle at gøre det. (Matthæusevangeliet, 28:19-20) Apostlene indviede til gengæld andre til at hjælpe dem og fortsætte arbejdet. Disse andre var netop biskopper.
En særlig del af læren om den apostolske succession går ud på, at Jesus udpegede apostlen Peter til at være sin repræsentant på jorden og dermed til at være kirkens leder, og at denne myndighed blev videregivet til Peters efterfølgere: biskopperne i Rom (paverne). Peter forstås således som den første pave, og paverækken er således en direkte, uafbrudt rækkefølge fra Peter til den nuværende pave.
Peter modtog ifølge denne lære pavemyndigheden (”nøglemagten”), da Jesus omtalte ham som kirkens klippe og sagde til ham:
”Og jeg siger dig, at du er Peter, og på den klippe vil jeg bygge min kirke, og dødsrigets porte skal ikke få magt over den. Jeg vil give dig nøglerne til Himmeriget, og hvad du binder på jorden, skal være bundet i himlene, og hvad du løser på jorden, skal være løst i himlene.” (Matthæusevangeliet, kapitel 16,18-19) 
Citatet står på væggen inde i Peterskirken (på latin).

### Skriften og traditionen
Ifølge den romerskkatolske kirkes lære er både Skriften (Bibelen) og traditionen (trosbekendelser, kirkemøders læreafgørelser, pavens læreudtalelser) autoriteter med hensyn til den rette lære. På dette punkt er den i modstrid med den protestantiske kirke (protestantismen), som kun regner Skriften for at være autoritet for, hvad der er den rette lære (sola-scriptura-princippet). Se nærmere under Martin Luther#Skriften alene.
Traditionen består i første række af trosbekendelserne. Af disse har to en særlig autoritet: Den apostolske trosbekendelse og Den nikæno-konstantinopolitanske trosbekendelse. I trosbekendelserne har kirken sammenfattet det væsentlige i sin tro.
Dernæst består traditionen af de økumeniske koncilers (kirkemøders) læreafgørelser. Et økumenisk koncil er et kirkemøde, hvor biskopper fra hele den katolske verden er samlet. Et eksempel på et økumenisk koncils læreafgørelse er det første Vatikankoncils (1869-1870) vedtagelse af dogmet om pavens ufejlbarhed: Den til enhver tid siddende paves udtalelser og afgørelser er ufejlbare, når han taler ”ex catedra” (fra lærestolen), dvs. når han udtrykkeligt gør opmærksom på, at han nu taler som den katolske kirkes øverste leder om tro eller moral.
Endelig består traditionen af pavens læreafgørelser. Ganske vist blev dogmet om pavens ufejlbarhed først vedtaget på det første Vatikankoncil, men i realiteten er troen på pavens ufejlbarhed af langt ældre dato. Et historisk eksempel på pavens autoritet i trosspørgsmål er Pave Clemens 6.s ophøjelse af læren om kirkens skatkammer til officiel romerskkatolsk lære. Det skete i en bulle (et officielt brev) i 1343. Læren gik ud på, at de fortjenester, som Kristus og helgenerne havde opsamlet i kraft af deres gode gerninger, udgør et ”kirkens skatkammer” (lat. "thesaurus ecclesiae"), ved hjælp af hvilket syndernes bod, der endnu ikke er betalt, kan blive betalt. Det blev altså muligt at bruge kirkens skatkammer til at eftergive en straf for en synd – at give aflad for den begåede synd.
Clemens 6. etablerede samtidig det kommercielle salg af afladsbreve. Dermed påbegyndte han en praksis, som udviklede sig på en uheldig måde over de næste to hundrede år. Mod betaling af penge kunne folk få et brev som bevis på, at deres tid i skærsilden blev afkortet med en bestemt tid - dage, uger, måneder eller år. Jo højere beløbet var, jo mere blev tiden i skærsilden nedsat. Der blev endda udstedt en garanti for, at det forholdt sig således. Indtægten gik til den katolske kirke, som brugte pengene til forskellige ”fromme” formål, blandt andet bygningen af Peterskirken, som blev opført i perioden 1506-1626.
Afladshandlen blev den umiddelbare anledning til Martin Luthers opgør med den katolske kirke. Luther mente, at afladen bidrog til at give mennesker et falsk indtryk af bodens alvor. De blev let forledt til at tage for let på deres synder og ikke angre dem. Luther så afladslæren og afladshandlen som et udtryk for, at den katolske kirke tiltog sig en autoritet til at vedtage en lære, som der ikke var belæg for i Bibelen. For Luther var Bibelen den eneste autoritet for den kristne lære (jævnfør hans princip om ”Skriften alene”).

### Helgener
En helgen (også omtalt som "en hellig”) er en person, der anses for at have en usædvanlig grad af hellighed og nærhed til Gud. Kanonisering er den handling, hvormed den katolske kirke erklærer, at en person, der er død, var en helgen. I kraft af denne erklæring bliver personen inkluderet i "kanonen", en liste over anerkendte helgener. Eksempler på helgener er Frans af Assisi (1181-1226) og Moder Teresa (1910-1997).
Kanonisering er en langstrakt proces, ofte på mange år eller endda århundreder. Der er fire trin på vejen til at blive en helgen:
1)	En undersøgelse af kandidatens liv af en ekspert. Herefter forelægges den officielle rapport om kandidaten for biskoppen i det relevante bispedømme, og der foretages flere undersøgelser. Oplysningerne sendes derefter til kurien i Rom til evaluering.
2)	Hvis kurien godkender ansøgningen, får kandidaten titlen ”ærværdig”.
3)	En yderligere undersøgelse kan føre til kandidatens saligkåring, hvorved vedkommende får titlen ”salig”.
4)	For at kandidaten kan blive kåret som helgen kræves der bevis på, at der er sket to mirakler, der er opnået fra Gud gennem kandidatens forbøn. Hvis betingelserne er opfyldt, kanoniserer paven kandidaten.

### Jomfru Maria
I den katolske kirke er der en stor agtelse for Jomfru Maria, Jesu moder. Hendes forskellige titler, for eksempel “Den Hellige Jomfru”, “Guds Moder” og “Vor Frue”, er udtryk for denne agtelse.
Dyrkelsen af jomfru Maria er meget udbredt. Den omfatter bøn, fromme gerninger, billedkunst, poesi og musik, der er helliget hende. Det er meget almindeligt at bede til hende.
Troen på Maria som Guds moder blev erklæret et dogme ved koncilet i Efesos i 431. Ved samme koncil blev Kristus erklæret for at have både en guddommelig og en menneskelig natur. Kristus var altså både sand Gud og sandt menneske. Jomfru Maria var derfor ”theotokos” (gr. ”Gudføderske”).

### De syv dødssynder
I middelalderen opstillede pave Gregor 1. omkring år 600 en liste over de syv værste synder eller laster, ”hovedsynderne”. Denne liste blev en standardliste. Thomas Aquinas brugte den, men ændrede betegnelsen til ”kapitalsynderne” (på latin: ”vitia capitalia”). Senere blev betegnelsen ”dødssynder” eller ”de syv dødssynder” almindelig. De syv dødssynder er:  hovmod, grådighed, utugt, misundelse, fråseri, vrede og dovenskab.
En dødssynd beskrives som bortvendthed fra Gud i form af en bevidst overtrædelse af hans lov. I traditionel katolsk teologi skelnes der mellem dødssynd og tilgivelig synd. I dag bruges udtrykkene alvorlig synd og svaghedssynd.
En dødssynd er udtryk for et menneskes principielle oprør mod Gud. Den river den troende ud af nåden. Hvis dødssynden ikke skriftes, angres og tilgives, fører den til "den evige død i helvede".

## Katolske præsters seksuelle misbrug
I den katolske kirke er præsterne underlagt et krav om cølibat, altså seksuel afholdenhed. Præsterne skal afholde sig fra alle seksuelle handlinger, herunder onani. Der lægges vægt på, at de lærer selvbeherskelse. De skal beherske deres lidenskaber.
Det har imidlertid vist sig, at mange præster har haft svært ved at beherske deres seksualdrift. Fra og med 1990'erne er der dukket mange sager op, som omhandler katolske præsters seksuelle misbrug af mindreårige (typisk alterdrenge) og andre kirkemedlemmer. Sagerne er blevet genstand for civile retssager, strafferetlig forfølgelse, mediedækning og offentlig debat i mange lande. Der er i den forbindelse blevet fremført det synspunkt, at det seksuelle misbrug er en følge af kravet om cølibat. Når præsterne undertrykker deres seksualitet, så finder den et smuthul og kommer ud som seksuelt misbrug af børn, hævdes det. Derfor har der været krav om afskaffelse af cølibatet i kølvandet på de mange misbrugssager - også fra røster inden for kirken.
Den katolske kirke er blevet kritiseret for sin håndtering af klager over misbrug, da det blev kendt, at nogle biskopper havde beskyttet anklagede præster og blot overført dem til andre steder, hvor de havde fortsat deres seksuelle krænkelser. Som reaktion på skandalen har kirken etableret formelle procedurer for at forhindre misbrug, tilskynde til anmeldelse af ethvert misbrug, og behandle sådanne rapporter hurtigt. I 2014 oprettede Pave Frans således den pavelige kommission for beskyttelse af mindreårige.

## Historie
Den katolske kirkes historie er lang og farverig. Den er især knyttet til europæisk historie. Kirken har i perioder både været en politisk faktor og en civilisationsbærer i Europa. Den har dog også bidraget til historien i andre verdensdele, især i Sydamerika. Listen nedenfor viser de væsentligste begivenheder i kirkens historie:
- 1054 – Det store skisma. Kirken splittes op i den østlige og den vestlige kirke. Den østlige kirke bliver herefter kaldt den græsk-katolske kirke eller den ortodokse kirke. Striden mellem de to kirker drejer sig blandt andet om, at den vestlige kirke betragter paven som overhoved for den universelle kirke ved guddommelig vilje, mens den østlige kirke kun betragter paven som den første blandt ligemænd.
- 1309 – Pave Clemens 5. flytter den katolske verdens centrum fra Rom til Avignon i Provence.
- 1378 – Pave Gregor 11. vender tilbage til Rom fra Avignon. En ny pave vælges sideløbende i Avignon, hvilket fører til det andet store skisma. Først under Konstanzkoncilet, der afsluttes i 1414, finder man en ny pave, som anerkendes af alle parter.
- 1517 – Reformationen og modreformationen. Martin Luther opslår sine 95 teser på kirkedøren i Wittenberg. Handlingen står ikke alene, men er startskuddet til den største omvæltning for kirken i dens historie, da Luthers idéer fremtvinger en opsplitning af den samlede vestlige kristendom i katolikker og protestanter. Luthers kritik retter sig især mod afladshandlen og tanken om pavens og kirkemødernes autoritet. Der skal ikke være noget mellemled mellem Gud og menneske, sagde han. Modreformationen er den bevægelse, der fra midten af 1500-tallet og indtil Trediveårskrigen hundrede år senere er den katolske kirkes reaktion på reformationen.
- 1929 – Paven indgår tre traktater med den italienske stat.
  - Der oprettes den selvstændige Vatikanstat.
  - Der indgås et konkordat, der regulerer den katolske kirkes rolle i Italien.
  - Pavestolen kompenseres for de økonomiske konsekvenser af, at Rom og den sidste rest af kirkestaten i 1870 blev erobret af Italien.
- 1963-1965 – Afholdelse af Det andet Vatikankoncil. Koncilet indeholder et storstilet fornyelsesprojekt af Kirkens praksis, som dog også fører til en del splittelser og frafald, især blandt katolikker i den vestlige verden.